# ブラック・ハニー
ブラック・ハニー（Black Honey）は、2014年にイギリスのブライトンで結成された4人組インディー・ロック・バンド。リード・ボーカリスト兼ギタリストのイジー・バクスター・フィリップス、ギタリストのクリス・オスラー、ベーシストのトミー・テイラー、トム・デューハースト脱退後に加入したドラマーのアレックス・ウッドワードの4人で構成されている。バンドは2014年にセルフタイトルのデビューEPをリリース。その後、一連のシングルをリリースした後、2018年にセルフタイトルのデビュー・アルバムをリリースした。
初期のブラック・ハニーはマカロニ・ウェスタン、タランティーノ映画、『ツイン・ピークス』を連想させる彼らのシグネチャー・ギター・サウンドによって定義されてきた。このサウンドは最新作でも健在だが、2017年の半ば以降、バンドのレパートリーは拡大している。2014年から2017年にかけて、ブラック・ハニーは、シングルとEPを定期的にリリース。2014年にはEP『Black Honey』がリリースされ、2016年にはEP『Headspin』が続いた。これらのリリースの特徴の一つは、オリヴィア・サヴェージによる意欲的なアートワークをフィーチャーしたヴァイナルであり、ブラック・ハニーのフィジカル盤の象徴的な要素であることに変わりはない。
2018年9月21日にリリースされたセルフタイトルのデビュー・アルバムは、メジャー・レーベルに所属していないにもかかわらず、全英アルバムチャートで33位を記録。このアルバムは、ポップス、ヒップホップ、インディーズ、ロックの要素を取り入れ、ジャンルは多岐にわたっている。このアルバムで、バンドはこれまで以上に野心的な目標を追求していることが明らかになった。
バンドは自分たちの創造的なコントロールを大切にしており、それは未だメジャー・レーベルと契約をしない理由の一つかもしれない。バンドのメンバーは、彼らが選んだディレクターやプロデューサーと協力して、音楽やビデオの制作に直接関わっている。また、ファッション、宣伝、アルバム・アートなど、他の芸術的なコンテンツにも関わっている。
ブラック・ハニーは、新型コロナウイルス第1波によるイギリスでのロックダウン終了後、2020年に3枚のニュー・シングルをリリースし、2021年にセカンド・アルバムをリリース。2023年にはサード・アルバムをリリースした。

## 音楽スタイルと影響
オルタナティヴ・インディー・ロック・バンド。当初、バンド自身が自分たちの音楽を表現する際には、「闇の甘い味」で表していた。彼らのスタイルは、ナンシー・シナトラ、マジー・スター、ブロンディ、ラナ・デル・レイを彷彿とさせると表現される。2019年、2020年には、彼らはピンポイントではなく、より幅広いジャンルを受け入れるようになった。

## メンバー
- イジー・フィリップス (Izzy Phillips) - リード・ボーカル、ギター
- クリス・オスラー (Chris Ostler) - ボーカル、ギター、シンセサイザー
- トミー・テイラー (Tommy Taylor) - ボーカル、ベース
- アレックス・ウッドワード (Alex Woodward) - ドラム

## ディスコグラフィ

### スタジオ・アルバム
- Black Honey (2018年、Foxfive)
- Written & Directed (2021年、Foxfive)
- A Fistful of Peaches (2023年、Foxfive)

### EP
- Black Honey (2014年)
- Headspin (2016年)
- All My Pride (2017年)

### シングル
- "Sleep Forever" (Demo) / "Teenager" (Demo) (2014年)
- "Spinning Wheel" / "Madonna" (2015年)
- "Corrine" / "Mothership" (2015年)
- "All My Pride" / "On Your Time" (2016年)
- "Hello Today" / "Ghost" (2016年)
- "Somebody Better" / "Cadillac" (2017年)
- "Bloodlust" / "Ghost" (Acoustic) (2017年)
- "Dig" / "Corrine" (Acoustic) (2017年)
- "Midnight" / "I Only Hurt the Ones I Love" (2018年)
- "Blue Romance" / "Crowded City" (2018年)
- "I Don't Ever Wanna Love" (2019年)
- "Beaches" (2020年)
- "Run for Cover" (2020年)
- "I Like the Way You Die" (2020年)
- "Believer" (2021年)
- "Disinfect" (2021年)
- "Fire" (2021年)
- "Back of the Bar (Piano Version)" (2021年)
- "Charlie Bronson" (2022年)
- "Out of My Mind" (2022年)
- "Heavy" (2022年)

## ミュージック・ビデオ
| タイトル                      | 年   | 監督              |
| ----------------------------- | ---- | ----------------- |
| "Hello Today"                 | 2016 | Nadia Lee Cohen   |
| "Somebody Better"             | 2017 | Nadia Lee Cohen   |
| "Dig"                         | 2017 | Shaun James Grant |
| "Bad Friends"                 | 2018 | Black Honey       |
| "I Only Hurt the Ones I Love" | 2018 | Sam Kinsella      |
| "Midnight"                    | 2018 | Shaun James Grant |
| "Crowded City"                | 2018 | Sam Kinsella      |
| "Baby"                        | 2019 | Sam Kinsella      |
| "I Don't Ever Wanna Love"     | 2019 | Sam Kinsella      |
| "Beaches"                     | 2020 | Black Honey       |
| "Run For Cover"               | 2020 | Sam Kinsella      |